# بنجامين آدامز
بنجامين آدامز (بالإنجليزية: Benjamin Adams)‏ هو محامي وسياسي أمريكي، ولد في 16 ديسمبر 1764 في ميندون في الولايات المتحدة، وتوفي في 28 مارس 1837 في أوكسبريدج في الولايات المتحدة. حزبياً، نشط في الحزب الفيدرالي الأمريكي. وقد انتخب عضو مجلس نواب ماساتشوستس وانتخب عضو مجلس النواب الأمريكي.